# Džibilo Nižaradze
Džibilo Nižaradze, gruzínsky: ჯიბილო ნიჟარაძე (14. dubna 1946 Lentechi, Sovětský svaz – 18. srpna 1993 Tbilisi, Gruzie) byl reprezentant Sovětského svazu v judu a v sambu.

## Sportovní kariéra

### Úspěchy
- mistr Evropy v těžké váze z roku 1975
- finalista mistrovství světa v roce 1973

### Zajímavosti
Řadil se mezi klasické silové těžké váhy. Měl přes 120 kg a výbornou obranu. Japonci o něm prohlašovali, že zápasit s ním je jako bušit do zdi. Jeho doménou byly strhy joko-sutemi-waza (strhy stranou). Do nabité olympijské nominace sovětské sborné se nikdy nevešel. Profesí byl policejní důstojník. Zemřel předčasně v roce 1993 ve věku 47 let.

## Výsledky

### Váhové kategorie
V kategorii +93 kg (O93):
| Mistrovství světa  | 2. | - | úč. | -   | -  | -   |
| Mistrovství Evropy | 3. | ? | 1.  | dns | 2. | dns |

pozn. dns – nestartoval (anglicky did not start)

### Bez rozdílu vah
| Turnaj             | 1973 | 1974 | 1975 | 1976 | 1977 | 1978 |
| Turnaj             | 27   | 28   | 29   | 30   | 31   | 32   |
| ------------------ | ---- | ---- | ---- | ---- | ---- | ---- |
| Mistrovství světa  | dns  | -    | dns  | -    | -    | -    |
| Mistrovství Evropy | dns  | dns  | dns  | 3.   | dns  | 3.   |

## Podrobnější výsledky

### Olympijské hry
nestartoval

### Mistrovství světa
| Rok     | Kategorie  |  | 1/32                    | 1/16                | čtvrtfinále          | semifinále            | předfinále         | finále                 |
| ------- | ---------- |  | ----------------------- | ------------------- | -------------------- | --------------------- | ------------------ | ---------------------- |
| MS 1973 | těžká váha |  | výhra Jean Zinneker     | výhra Matthew Folan | výhra Dean Sedgewick | výhra Čonosuke Takagi | výhra Keith Remfry | prohra Čonosuke Takagi |
| MS 1975 | těžká váha |  | výhra Mihály Petrovszky | výhra Peter Adelaar | prohra Pak Čong-kil  | -                     | -                  | -                      |